# ČSD-Baureihe 475.0
Die ČSD-Baureihe 475.0 war eine Tenderlokomotivreihe der Tschechoslowakischen Staatsbahn (ČSD).

## Geschichte
Die ČSD-Baureihe 475.0 war die letzte vor dem Zweiten Weltkrieg gefertigte Schnellzuglokomotive und war für dasselbe Aufgabengebiet wie die ČSD-Baureihe 464.0 gedacht.
Die Lokomotive war eine Lösung, bei der man das Fahrwerk der 464.0 mit der Dampfmaschine der 387.0 verband. Dadurch war sie entschieden besser als die 464.0. Der einzige Nachteil bei ihr war, dass der verlangte Achsdruck von 14 t nicht eingehalten werden konnte. Dadurch war die Lokomotive nicht freizügig einsetzbar. Hervorragend bei ihr war die elegante Konstruktion, unterstrichen noch durch die grüne Lackierung analog der Reihe 387.0.

## Technische Daten
Die Achsanordnung der Lokomotive war 2´D 2´ wie bei der ČSD-Baureihe 464.0 mit Antriebsrädern gleichen Durchmessers. Der Dampfdruck betrug bei ihr 16 bar. Viele Teile waren identisch mit denen der Reihen 387.0 und 486.0 (z. B. Drehgestelle).
Die Lokomotive besaß den gleichen Kessel wie die Reihe 387.0 mit dem großrohrigen Überhitzer. Die Dampfmaschine war ebenso mit der der Reihe 387.0 identisch.

## Einsatz
Durch den Achsdruck von 15 t war die Lokomotive nur auf bestimmten Strecken einsetzbar und blieb als Einzelgänger im Betriebsdienst. Sie war bis 1951 die schwerste Tenderlokomotive bei den ČSD und im Personenzugdienst eingesetzt. Obwohl sie als eleganteste Lokomotive bei den ČSD galt., hatte sie im Rahmen der Typisierung bei der Instandhaltung keine Chancen und wurde 1962 ausgemustert.